# Dwars door Vlaanderen 2023
77. ročník jednodenního cyklistického závodu Dwars door Vlaanderen se konal 29. března 2023 v Belgii. Vítězem se stal Francouz Christophe Laporte z týmu Team Jumbo–Visma. Na druhém a třetím místě se umístili Španěl Oier Lazkano (Movistar Team) a Američan Neilson Powless (EF Education–EasyPost). Závod byl součástí UCI World Tour 2023 na úrovni 1.UWT a byl třináctým závodem tohoto seriálu.

## Týmy
Závodu se zúčastnilo všech 18 UCI WorldTeamů a 7 UCI ProTeamů. Týmy Israel–Premier Tech, Lotto–Dstny a Team TotalEnergies dostaly automatické pozvánky jako 3 nejlepší UCI ProTeamy sezóny 2022, další 4 UCI ProTeamy (Bingoal WB, Q36.5 Pro Cycling Team, Team Flanders–Baloise a Uno-X Pro Cycling Team) pak byly vybrány organizátory závodu, Flanders Classics. Všechny týmy přijely se sedmi jezdci, ale 4 závodníci neodstartovali, celkem se tak na start postavilo 171 závodníků. Do cíle ve Waregemu dojelo 142 z nich.
UCI WorldTeamy
- AG2R Citroën Team
- Alpecin–Deceuninck
- Arkéa–Samsic
- Astana Qazaqstan Team
- Bora–Hansgrohe
- Cofidis
- EF Education–EasyPost
- Groupama–FDJ
- Ineos Grenadiers
- Intermarché–Circus–Wanty
- Movistar Team
- Soudal–Quick-Step
- Team Bahrain Victorious
- Team DSM
- Team Jayco–AlUla
- Team Jumbo–Visma
- Trek–Segafredo
- UAE Team Emirates

UCI ProTeamy
- Bingoal WB
- Israel–Premier Tech
- Lotto–Dstny
- Q36.5 Pro Cycling Team
- Team Flanders–Baloise
- Team TotalEnergies
- Uno-X Pro Cycling Team

## Výsledky
| Pořadí | Jezdec                   | Tým                     | Čas        |
| ------ | ------------------------ | ----------------------- | ---------- |
| 1      | Christophe Laporte (FRA) | Team Jumbo–Visma        | 4h 06' 20" |
| 2      | Oier Lazkano (ESP)       | Movistar Team           | + 15"      |
| 3      | Neilson Powless (USA)    | EF Education–EasyPost   | + 15"      |
| 4      | Jasper Philipsen (BEL)   | Alpecin–Deceuninck      | + 15"      |
| 5      | Mads Pedersen (DEN)      | Trek–Segafredo          | + 15"      |
| 6      | Arnaud De Lie (BEL)      | Lotto–Dstny             | + 15"      |
| 7      | Davide Ballerini (ITA)   | Soudal–Quick-Step       | + 15"      |
| 8      | Andrea Pasqualon (ITA)   | Team Bahrain Victorious | + 15"      |
| 9      | Guillaume Boivin (CAN)   | Israel–Premier Tech     | + 15"      |
| 10     | Nils Politt (GER)        | Bora–Hansgrohe          | + 15"      |